# بيديراستي في اليونان القديمة

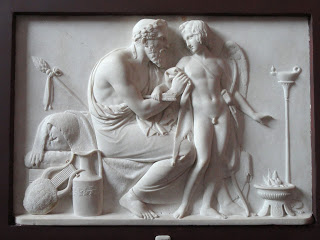
الشاعر اليوناني أناكريون مع حبيبته.

بيديراستي في اليونان القديمة هي علاقة رومانسية معترف بها اجتماعيًا بين ذكر أكبر سنًا (الإراستيس) وذكر أصغر سنًا (الإرومينوس) عادة في سن المراهقة. انتشرت هذه الظاهرة في الفترات العتيقة والكلاسيكية. كان لتأثير الشذوذ الجنسي على الثقافة اليونانية في تلك الفترات وجودًا سائدًا لدرجة أنه وُصف «بالنموذج الثقافي الرئيسي للعلاقات الحرة بين المواطنين».
يحدد بعض العلماء مصدره في الطقوس الإدخالية، ولا سيما طقوس المرور في كريت، إذ كان مرتبطًا بالانخراط في الحياة العسكرية ودين زيوس. لم يكن له وجود رسمي في قصائد هوميروس، ويبدو أنه تطور في أواخر القرن السابع قبل الميلاد جزءًا من ثقافة الروابط اليونانية بين الرجال، التي اشتهرت كذلك بالعري الرياضي والفني، وتأخر زواج الأرستقراطيين، والسمبوزيوم، والعزلة الاجتماعية للنساء. كان الشذوذ الجنسي مثاليًا ومنتقدًا في الأدب والفلسفة القديمة. مؤخرًا، اقتُرح أنه كان عالميًا في الفترة العتيقة؛ وبدأ انتقاده في أثينا في إطار إعادة التقييم الكلاسيكي الأثيني العام للثقافة العتيقة.
جادل العلماء في دور الشذوذ الجنسي أو تأثيره، والذي من المرجح أن يكون قد اختلف وفقًا للعرف المحلي والميول الفردية. قد تعني عبارة «الشذوذ الجنسي» في الاستخدام الحالي الاعتداء على القاصر في بعض السلطات القانونية، ولكن في القانون الأثيني، على سبيل المثال، نظر في كل من الموافقة والعمر عواملًا في تنظيم السلوك الجنسي.

## الجذور
بدأت ممارسة الشذوذ في اليونان بجذب الانتباه فجأة في نهاية الفترة العتيقة من تاريخ اليونان. يوجد نصب نحاسي من كريت، يعود تاريخه إلى نحو 650-625 قبل الميلاد، يُعتبر أقدم تمثيل للعادة الشذوذية. ظهرت مثل هذه التمثيلات من جميع أنحاء اليونان في القرن التالي؛ ويظهر في المصادر الأدبية أنه كان عادة متأصلة في العديد من المدن بحلول القرن الخامس قبل الميلاد.
يبدو أن الشذوذ باعتباره مؤسسة اجتماعية في كريت قام على مراسم تنشئة تشمل الاختطاف، إذ يختار رجل كبير في السن شابًا، ويطلب من أصدقاء الشاب المختار مساعدته، فيختطفوه إلى أندريون، وهو نوع من النوادي الرجالية أو قاعات الاجتماعات. يتلقى الشاب الهدايا، ويذهب مع الرجل وبعض الأصدقاء لمدة شهرين إلى الريف، حيث يمارسون الصيد ويحتفلون. في نهاية هذا الوقت، يقدم الرجل للشاب ثلاث هدايا مطلوبة بموجب العقد: ملابس عسكرية وثور وكأس للشرب. يليها هدايا باهظة الثمن. عند عودتهم إلى المدينة، يقدم الشاب الثور تضحية لزيوس، وينضم أصدقاؤه إليه في الوليمة. يتلقى ملابس خاصة تميزه في حياته البالغة باسم «كلينوس». كان يُطلق على الشاب المبتدئ اسم «باراستاتيس» والتي تعني الواقف بجانب، ربما لأنه، مثل غانيميد نادل زيوس، كان يقف بجانب الرجل الكبير أثناء الوجبات في الأندريون ليخدمه ويقدم له الكأس التي تُستخدم في الطقوس. في هذا التفسير، تعكس هذه العادة الرسمية ممارسة الأسطورة والطقوس.

## الجوانب الاجتماعية
كان للعلاقة بين الإراستيس والإرومينوس دور في النظام الاجتماعي والتعليمي اليوناني الكلاسيكي، وكان لها بروتوكول اجتماعي-جنسي معقد واعتُبرت مؤسسة اجتماعية مهمة بين الطبقات الأرستقراطية. اعتُبر الشذوذ تربويًا، ورأى شعراء اليونان كأريستوفان وبيندار بأنه موجود بشكل طبيعي في سياق التعليم الأرستقراطي (البيدايا). عمومًا، كان الشذوذ كما وصفته المصادر الأدبية اليونانية مؤسسة مخصصة للمواطنين الأحرار، ربما يُنظر إليه على أنه علاقة توجيهية ثنائية. وفقًا للمؤرخة سارة آيلز جونستون، «كان الشذوذ مقبولًا على نطاق واسع في اليونان باعتباره جزءًا من مرحلة نضوج الرجل، حتى لو ما زال الغرض منه موضوعًا للجدل». يرد في السجلات مشاهد من حوار زينوفون وكذلك الحوار الأفلاطوني في منزل كالياس الثالث خلال وليمة أقامها لحبيبه أوتوليكوس تكريمًا لانتصار الشاب الوسيم في السباق الخماسي في مهرجان عموم أثينا.
في كريت، ليقوم الخاطب بطقوس الاختطاف، يجب عليه أن يحصل على موافقة الأب الذي يحدد استحقاقه للشرف. بين الأثينيين، كما يجادل سقراط في حوار زينوفون، «لا يوجد ما يتعلق بالشاب مخفي عن الأب». من أجل حماية أبنائهم من محاولات الإغواء غير الملائمة، كان الآباء يعينون عبيدًا عُرفوا باسم «المرشدين» لمراقبة أبنائهم. مع ذلك، وفقًا لأيسكينيس، كان آباء أثينا يتمنون أن يكون أبناؤهم جميلين وجذابين، على افتراض تام بأنهم بعد ذلك سيجذبون انتباه الرجال ويكونون «موضع تهافت الرجال بحكم الشغف الجنسي».
تزامنت فترة دخول الصبيان في مثل هذه العلاقات مع فترة زواج الفتيات اليونانيات، اللواتي كُن في كثير من الأحيان يتزوجن من أزواج يكبرونهن بسنوات عديدة. تعين على الصبيان أن يمروا بفترة خطبة وكانوا حريصين على اختيار شريكهم، بينما كان زواج الفتيات مُرتبًا للحصول على ميزة اقتصادية وسياسية وفقًا لتقدير الأب والخاطب. اعتُبرت هذه العلاقات كذلك ميزة للشاب وعائلته، إذ أن العلاقة مع رجل أكبر سنًا ومؤثر أدت إلى توسيع الشبكة الاجتماعية. لذلك، رأى بعض الناس أنه من المرغوب أن يكون للشاب العديد من المعجبين أو المرشدين، حتى وإن لم يكونوا بالضرورة أحباء في السنوات الأولى لحياته. عمومًا، بعد انتهاء تلك العلاقة الجنسية وزواج الشاب، كان من المعتاد أن يبقى الرجل الأكبر سنًا والشاب على علاقة وثيقة طوال حياتهم.